# Discografia dei Jefferson Airplane
La seguente è la discografia dei Jefferson Airplane, gruppo musicale statunitense formatosi nel 1965.

## Discografia
I Jefferson Airplane si formarono durante l'estate del 1965, vennero fondati da Marty Balin e Paul Kantner, cui poco dopo si aggiunsero la cantante Signe Toly Anderson e il chitarrista Jorma Kaukonen. In seguito il bassista Jack Casady e il chitarrista/cantante Skip Spence (Spence divenne però batterista), completarono la formazione degli Airplane.
Con questi componenti il gruppo registrò, il primo album Jefferson Airplane Takes Off (US# 128), completato nel marzo del 1966, e pubblicato dalla RCA Victor. Poco dopo la pubblicazione Spence lasciò il gruppo e venne sostituito dal batterista Spencer Dryden; mentre la Anderson lasciò anch'essa il gruppo e venne sostituita nell'ottobre dello stesso anno da Grace Slick. Con la Slick e Dryden nel gruppo la formazione si stabilizza e registrerà i successivi quattro album in studio. Nel 1967 pubblicano l'album di successo Surrealistic Pillow (US# 3), da cui vengono ricavati due singoli di successo: Somebody to Love (US# 5)  e White Rabbit (US# 8); ottengono grandi vendite anche gli album successivi: After Bathing at Baxter's (US# 17), Crown of Creation (US# 6) e Volunteers (US# 13).
Dryden lascerà il gruppo nel 1970 e Balin nel 1971; in seguito gli Airplane pubblicheranno, nel 1971, Bark (US# 11) e nell'anno successivo Long John Silver (US# 20).
Tra il 1965 e il 1973 i Jefferson Airplane pubblicheranno anche due album live, nel 1969 Bless Its Pointed Little Head (US# 17) e nel 1973 Thirty Seconds Over Winterland (US# 52), e una raccolta nel 1970 The Worst of Jefferson Airplane (US# 12).

### Album in studio
| 1966                                                                                      | Jefferson Airplane Takes Off - Pubblicazione: 15 settembre 1966 - Etichetta: RCA Victor - Formati: LP, CS, CD, DI - Formazione: Anderson, Balin, Casady, Kantner, Kaukonen, Spence                                                                                              | 128 | —               |
| 1967                                                                                      | Surrealistic Pillow - Pubblicazione: febbraio 1967 - Etichetta: RCA Victor - Formati: LP, CS, CD, DI - Formazione: Balin, Casady, Dryden, Kantner, Kaukonen, Slick | 3   | Platinum (RIAA) |
| 1967                                                                                      | After Bathing at Baxter's - Pubblicazione: 30 novembre 1967 - Etichetta: RCA Victor - Formati: LP, CS, CD, DI - Formazione: Balin, Casady, Dryden, Kantner, Kaukonen, Slick | 17  | —               |
| 1968                                                                                      | Crown of Creation - Pubblicazione: settembre 1968 - Etichetta: RCA Victor - Formati: LP, CS, CD, DI - Formazione: Balin, Casady, Dryden, Kantner, Kaukonen, Slick | 6   | Gold (RIAA)     |
| 1969                                                                                      | Volunteers - Pubblicazione: novembre 1969 - Etichetta: RCA Records - Note: due versioni, stereo (1969) e quadrifonica (1973) - Formati: stereofonica: LP, CS, CD, DI; quadrifonica: LP, nastro magnetico, Stereo8 - Formazione: Balin, Casady, Dryden, Kantner, Kaukonen, Slick | 13  | Gold (RIAA)     |
| 1971                                                                                      | Bark - Pubblicazione: settembre 1971 - Etichetta: Grunt/RCA - Formati: LP, CS, CD, DI - Formazione: Casady, Covington, Kantner, Kaukonen, Slick | 11  | Gold (RIAA)     |
| 1972                                                                                      | Long John Silver - Pubblicazione: 20 luglio 1972 - Etichetta: Grunt/RCA - Formati: LP, CS, CD, DI - Formazione: Barbata, Casady, Creach, Covington, Kantner, Kaukonen, Slick | 20  | Gold (RIAA)     |
| 1989                                                                                      | Jefferson Airplane - Pubblicazione: 22 agosto 1989 - Etichetta: Epic - Formati: LP, CS, CD, DI - Formazione: Balin, Casady, Kantner, Kaukonen, Slick | 85  | —               |
| "—" Indica gli album che non sono stati distribuiti o che non sono entrati in classifica. | |     |                 |

### Album dal vivo
| 1969                                                                                      | Bless Its Pointed Little Head - Pubblicazione: febbraio 1969 - Etichetta: RCA Victor - Formati: LP, CS, CD, DI - Formazione: Balin, Casady, Dryden, Kantner, Kaukonen, Slick                                                                           | 17 | Gold (RIAA) |
| 1973                                                                                      | Thirty Seconds Over Winterland - Pubblicazione: aprile 1973 - Etichetta: Grunt/RCA - Formati: LP, CS, CD, DI - Formazione: Barbata, Casady, Creach, Freiberg, Kantner, Kaukonen, Slick                                                                 | 52 | —           |
| 1995                                                                                      | Live at the Monterey Festival - Pubblicazione: - - Etichetta: Thunderbolt Records - Formati: CD - Formazione: Balin, Casady, Dryden, Kantner, Kaukonen, Slick                                                                                          | —  | —           |
| 1996                                                                                      | Feed Your Head: Live '67-'69 - Pubblicazione: - - Etichetta: Upbeat/Prism Leisure - Formati: CD - Formazione: Balin, Casady, Dryden, Kantner, Kaukonen, Slick                                                                                          | —  | —           |
| 1998                                                                                      | Live at the Fillmore East - Pubblicazione: maggio 1998 - Etichetta: RCA - Formati: CD, DI - Formazione: Balin, Casady, Dryden, Kantner, Kaukonen, Slick                                                                                                | —  | —           |
| 2006                                                                                      | At Golden Gate Park - Pubblicazione: 23 ottobre 2006 - Etichetta: Charly - Note: pubblicato solo nel Regno Unito. - Formati: CD - Formazione: Balin, Casady, Dryden, Kantner, Kaukonen, Slick                                                          | —  | —           |
| 2006                                                                                      | High Flying Bird: Live at Monterey Festival - Pubblicazione: - - Etichetta: - - Formati: CD - Formazione: Balin, Casady, Dryden, Kantner, Kaukonen, Slick                                                                                              | —  | —           |
| 2007                                                                                      | Last Flight - Pubblicazione: 2 febbraio 2007 - Etichetta: Charly - Note: registrato a Winterland, il 22 settembre 1972; pubblicato solo nel Regno Unito. - Formati: CD - Formazione: Barbata, Casady, Creach, Freiberg, Kantner, Kaukonen, Slick       | —  | —           |
| 2007                                                                                      | Sweeping Up the Spotlight - Pubblicazione: - - Etichetta: RCA/Legacy - Note: registrato il 28 e 29 novembre 1969, al Fillmore East di New York. - Formati: CD, DI - Formazione: Balin, Casady, Dryden, Kantner, Kaukonen, Slick                        | —  | —           |
| 2007                                                                                      | At the Family Dog Ballroom - Pubblicazione: 22 ottobre 2007 - Etichetta: Charly/Snapper - Note: registrato il 9 settembre 1969 a San Francisco. - Formati: CD - Formazione: Balin, Casady, Dryden, Kantner, Kaukonen, Slick                            | —  | —           |
| 2009                                                                                      | The Woodstock Experience - Pubblicazione: 30 giugno 2009 - Etichetta: Sony BMG/Legacy - Note: registrato al Festival di Woodstock nell'agosto del 1969. - Formati: CD - Formazione: Balin, Casady, Dryden, Kantner, Kaukonen, Slick, con Nicky Hopkins | —  | —           |
| 2010                                                                                      | Signe's Farewall - Pubblicazione: - - Etichetta: - - Note: live contenente l'ultimo concerto dei Jefferson Airplane con Signe Anderson. - Formati: CD - Formazione: Anderson, Balin, Casady, Dryden, Kantner, Kaukonen                                 | —  | —           |
| 2010                                                                                      | Grace's Debut - Pubblicazione: - - Etichetta: - - Note: primo concerto con Grace Slick. - Formati: CD - Formazione: Balin, Casady, Dryden, Kantner, Kaukonen, Slick                                                                                    | —  | —           |
| 2010                                                                                      | Setlist: The Very Best of Jefferson Airplane Live - Pubblicazione: - - Etichetta: - - Formati: CD - Formazione: Balin, Casady, Dryden, Kantner, Kaukonen, Slick                                                                                        | —  | —           |
| 2011                                                                                      | We Have Ignition - Pubblicazione: - - Etichetta: - - Note: registrato il 25 e 27 novembre 1966. - Formati: CD - Formazione: Balin, Casady, Dryden, Kantner, Kaukonen, Slick                                                                            | —  | —           |
| 2011                                                                                      | Return to the Matrix - Pubblicazione: - - Etichetta: - - Note: registrato il 1º febbraio 1968. - Formati: CD - Formazione: Balin, Casady, Dryden, Kantner, Kaukonen, Slick                                                                             | —  | —           |
| "—" Indica gli album che non sono stati distribuiti o che non sono entrati in classifica. | |    |             |

### Raccolte
| 1970                                                                                      | The Worst of Jefferson Airplane - Etichetta: RCA - Pubblicazione: 1970 - Note: primo "greatest hits" - Formati: LP, CS, CD                                    | 12  | Platinum (RIAA) |
| 1974                                                                                      | Early Flight - Etichetta: - - Pubblicazione: 1974 - Note: collezione di singoli, B-sides, e altre tracce non presenti negli LP - Formati: LP, CS, CD          | 110 | —               |
| 1977                                                                                      | Flight Log - Etichetta: - - Pubblicazione: 1977 - Note: compilation, include tracce degli Jefferson Starship, Hot Tuna e tracce soliste - Formati: LP, CS, CD | 37  | —               |
| 1984                                                                                      | Time Machine - Etichetta: - - Pubblicazione: 1984 - Formati: LP, CD                                                                                           | —   | —               |
| 1987                                                                                      | 2400 Fulton Street - Etichetta: RCA - Pubblicazione: 1987 - Note: doppio - Formati: LP, CD                                                                    | 138 | —               |
| 1990                                                                                      | White Rabbit & Other Hits - Etichetta: - - Pubblicazione: 1990 - Formati: CD                                                                                  | —   | —               |
| 1992                                                                                      | Jefferson Airplane Loves You - Etichetta: RCA - Pubblicazione: 1992 - Note: box di 3 dischi - Formati: CD                                                     | —   | —               |
| 1993                                                                                      | The Best of Jefferson Airplane - Etichetta: - - Pubblicazione: 1993 - Formati: CD                                                                             | —   | —               |
| 1996                                                                                      | Journey: The Best of Jefferson Airplane - Etichetta: - - Pubblicazione: 1996 - Note: compilation britannica - Formati: CD                                     | —   | —               |
| 1997                                                                                      | Jefferson Airplane and Beyond - Pubblicazione: - - Etichetta: - - Formati: CD                                                                                 | —   | —               |
| 1999                                                                                      | Through the Looking Glass - Etichetta: - - Pubblicazione: 1999 - Formati: CD                                                                                  | —   | —               |
| 2001                                                                                      | The Roar of Jefferson Airplane - Etichetta: - - Pubblicazione: 2001 - Formati: CD                                                                             | —   | —               |
| 2003                                                                                      | Platinium & Gold Collection - Etichetta: - - Pubblicazione: 2003 - Formati: CD                                                                                | —   | —               |
| 2003                                                                                      | Cleared for Take Off - Etichetta: - - Pubblicazione: 2003 - Formati: CD                                                                                       | —   | —               |
| 2005                                                                                      | The Essential Jefferson Airplane - Etichetta: - - Pubblicazione: 2005 - Formati: CD                                                                           | —   | —               |
| 2007                                                                                      | The Very Best of Jefferson Airplane - Etichetta: - - Pubblicazione: 2007 - Formati: CD                                                                        | —   | —               |
| "—" Indica gli album che non sono stati distribuiti o che non sono entrati in classifica. | |     |                 |

### Singoli
| 1966                                                                                      | It's No Secret                   | Runnin' 'Round This World        | —   | —  | —  | Jefferson Airplane Takes Off  |
| 1966                                                                                      | Come Up the Years                | Blues From An Airplane           | —   | —  | —  | Jefferson Airplane Takes Off  |
| 1966                                                                                      | Bringing Me Down                 | Let Me In                        | —   | —  | —  | Jefferson Airplane Takes Off  |
| 1967                                                                                      | My Best Friend                   | How Do You Feel?                 | 103 | —  | —  | Surrealistic Pillow           |
| 1967                                                                                      | Somebody to Love                 | She Has Funny Cars               | 5   | 4  | —  | Surrealistic Pillow           |
| 1967                                                                                      | White Rabbit                     | Plastic Fantastic Lover          | 8   | 7  | —  | Surrealistic Pillow           |
| 1967                                                                                      | Ballad of You and Me and Pooneil | Two Heads                        | 42  | 24 | —  | After Bathing at Baxter's     |
| 1967                                                                                      | Two Heads                        | Ballad of You and Me and Pooneil | 124 | —  | —  | After Bathing at Baxter's     |
| 1967                                                                                      | Watch Her Ride                   | Martha                           | 61  | 37 | —  | After Bathing at Baxter's     |
| 1968                                                                                      | Greasy Heart                     | Share a Little Joke              | 98  | 77 | —  | Crown of Creation             |
| 1968                                                                                      | Crown of Creation                | If You Feel                      | 64  | —  | —  | Crown of Creation             |
| 1969                                                                                      | Plastic Fantastic Lover          | Other Side of This Life          | 133 | —  | —  | Bless Its Pointed Little Head |
| 1969                                                                                      | Volunteers                       | We Can Be Together               | 65  | 60 | —  | Volunteers                    |
| 1970                                                                                      | Mexico                           | Have You Seen the Saucers?       | 102 | —  | —  | Non-album single              |
| 1971                                                                                      | Pretty as You Feel               | Wild Turkey                      | 60  | 35 | —  | Bark                          |
| 1972                                                                                      | Long John Silver                 | Milk Train                       | 102 | —  | —  | Long John Silver              |
| 1972                                                                                      | Trial By Fire                    | Twilight Double Leader           | —   | —  | —  | Long John Silver              |
| 1989                                                                                      | Summer of Love                   | —                                | —   | —  | —  | Jefferson Airplane            |
| 1989                                                                                      | Planes                           | —                                | —   | —  | 24 | Jefferson Airplane            |
| 1989                                                                                      | True Love                        | —                                | —   | —  | —  | Jefferson Airplane            |
| "—" Indica i singoli che non sono stati distribuiti o che non sono entrati in classifica. |                                  |                                  |     |    |    |                               |

## Videografia
| Anno | Titolo |
| ---- | --- |
| 1968 | Monterey Pop - Pubblicazione: 26 dicembre 1968 Note: film con alcune esibizioni dei gruppi musicali presenti al Festival di Monterey; i Jefferson Airplane suonano High Flying Bird e Today. |
| 1970 | Gimme Shelter - Pubblicazione: 6 dicembre 1970 - Note: film dei Rolling Stones sul concerto di Altamont, a cui parteciparono anche i Jefferson Airplane; nel film è contenuta una loro esibizione filmata, il brano The Other Side of This Life.                                                      |
| 1994 | Woodstock - Pubblicazione: 1994 (26 marzo 1970, versione originale) - Note: Director's Cut; è una riedizione del documentario pubblicato nel 1970 sul celebre festival di Woodstock, sono presenti due esibizioni filmate dei Jefferson Airplane, Won't You Try/Saturday Afternoon e Uncle Sam Blues. |
| 2004 | Fly Jefferson Airplane - Pubblicazione: 2004 - Note: narra la storia del gruppo dal 1965 al '72 con interviste a Marty Balin, Jack Casady, Joey Covington, Spencer Dryden, Paul Kantner, Jorma Kaukonen, Grace Slick e Bill Thompson, e con tredici filmati storici; regia di Bob Sarles.             |